# I'm still singing
I'm still singing è un album in studio del cantante anglo-italiano Mal, pubblicato il 27 febbraio 2024.

## Descrizione
L'album è stato pubblicato per celebrare gli 80 anni del cantante ed è stato anticipato dal singolo I'm still singing. Nell'album sono presenti dei brani musicali con testi in italiano e in lingua inglese. Alla realizzazione del singolo I'm still singing partecipa, nel ruolo di batterista, anche Pick Withers membro dei Dire Straits.

## Tracce
- I'm still singing - 3:21
- Piango perché - 3:50
- Love is Knoking - 3:34
- La stessa Luce - 3:23
- Me ne vado - 3:29
- A big sensation - 3:14
- Piper - 3:37
- I'm ready for love - 3:35
- Un pensiero che volava - 3:49
- Keep aon Holding On - 3:48
- Persi nel tempo - 3:53